# Надія Мурад
Надія Мурад Басі Таха (курд. نادیە موراد, араб. نادية مراد‎‎, нар. 1993, Коча, Ірак) — іракська правозахисниця єзидського походження, посол доброї волі управління ООН з наркотиків і злочинності, лауреат премії Вацлава Гавела з прав людини, премії Андрія Сахарова за свободу думки спільно з Ламією Аджи Башар, лауреат Нобелівської премії миру 2018 року разом з конголезьким лікарем Денісом Муквеге.
Включена журналом Time до 100 найвпливовіших людей світу 2016 року. Іракський уряд, відзначивши роль Надії Мурад у донесенні до світового співтовариства інформації про загрозливе становище єзидських жінок на території, контрольованій Ісламською державою, номінував її на здобуття Нобелівської премії миру 2016 року.

## Життєпис

### Ранні роки
Надія Мурад народилася у 1993 році у селищі Коча неподалік міста Синджар на півночі Іраку у регіоні компактного проживання єзидів. Родина займалася сільським господарством; окрім Надії, сім'я мала ще 10 дітей: 8 синів та 2 дочок. У 2003 році Надія залишилася без батька.
Освіту здобувала у місцевій школі. У дитинстві цікавилася історією та хотіла стати педагогом. Після здобуття середньої освіти планувала вступити до університету, однак, через захоплення селища бойовиками ІДІЛ року не змогла довчитися останній рік.

### Рабство
Після захоплення Кочо Ісламською державою у серпні 2014 року Надія стала жертвою переслідування єзидів ісламістами. Разом із групою молодих жінок, серед яких у тому числі були 3 її племінниці, була вивезена та навернена у сексуальне рабство. Утримувалася у місті Мосул, звідки здійснила невдалу спробу втечі, через що зазнала тортур. Була перепродана у рабство кілька разів. Опинившись у місті Бахдіда, у листопаді 2014 року змогла втекти від рабовласників після трьох місяців полону.
Завдяки допомозі випадкової родини Надія змогла виїхати до Кіркука до свого брата, який перебував у таборі біженців. Пізніше потрапила до табору у місті Дахук, звідки разом з 1000 іншими біженцями дісталася до Німеччини, де мешкає зараз з однією зі своїх сестер.
У 2020 році Мурад почав співпрацювати з Інститутом міжнародних кримінальних розслідувань (IICI) та Ініціативою запобігання сексуальному насильству під час конфлікту (PSVI) уряду Сполученого Королівства над створенням Кодексу Мурад.

## Родина
Після смерті батька у 2003 році мешкала з матір'ю, 8 братами та 2 сестрами. Після захоплення Кочо джихадисти вбили матір, 6 її рідних та 3 двоюрідних братів за відмову прийняти іслам. Сестри також продані у рабство.
З родини Надії змогли вижити 2 її брати та 2 сестри. Брати та одна з сестер нині перебувають у таборі біженців в Іракському Курдистані, ще одна сестра — у Німеччині. Сестри Надії були викуплені родичами з рабства, крім того, одній з її племінниць також вдалося здійснити втечу від рабовласників, доля інших двох лишається невідомою.

## Нагороди
- Премія Андрія Сахарова за свободу думки 2016 року (спільно з Ламією Аджи Башар)[10].
- Премія імені Вацлава Гавела з прав людини 2016 року[9].
- Нобелівська премія миру 2018 року (спільно з Денісом Муквеге)[11].